# فرناندو نوغويرا
فرناندو نوغويرا هو سياسي برتغالي، ولد في 26 مارس 1950 في ماتوسينهوس في البرتغال. نشط حزبياً في الحزب الديمقراطي الاجتماعي. وقد انتخب وزير الدفاع الوطني ‏ (5 مارس 1990 – 16 مارس 1995) وفي 1985 Portuguese legislative election ‏، انتخب عضو مجلس الجمهورية ‏ عن دائرة Coimbra (Assembly of the Republic constituency) ‏ وقد انضم خلال فترته النيابية ‏ للكتلة البرلمانية الحزب الديمقراطي الاجتماعي وانتخب وزير العدل ‏ (17 أغسطس 1987 – 5 مارس 1990).